# Interne vluchteling

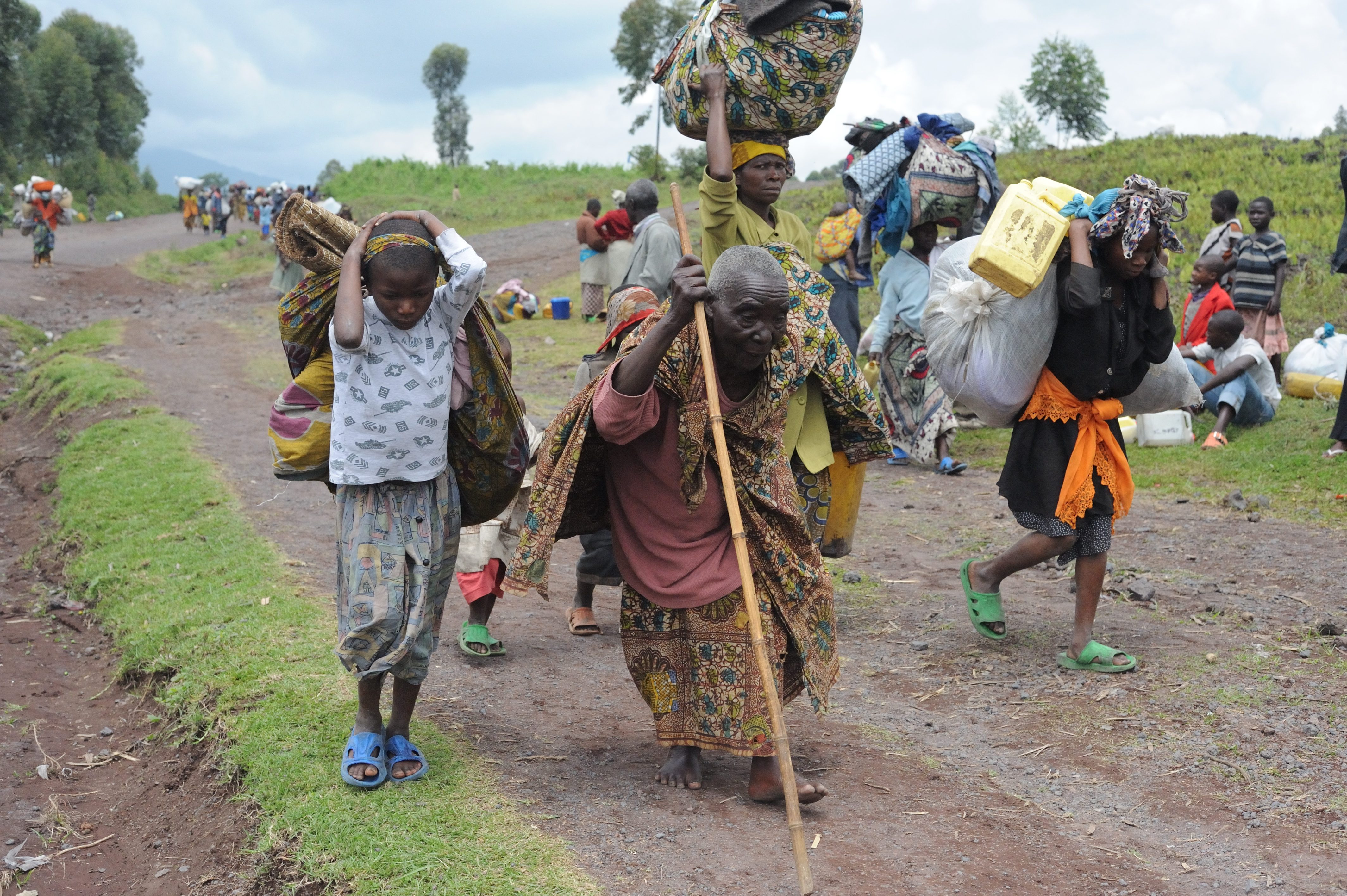
Burgers in Congo ontvluchten hun dorp naar aanleiding van vuurgevechten tijdens de Noord-Kivu-oorlog, 2008

Een interne vluchteling of intern ontheemde (Engels: internally displaced person, IDP) is iemand die gedwongen is zijn huis of woonplaats te ontvluchten, maar wel binnen de grenzen van zijn eigen land blijft. Daarmee is een interne verdrevene wettelijk gezien niet hetzelfde als een vluchteling, die ook zijn land verlaat. Wel hebben interne verdrevenen vaak dezelfde redenen als vluchtelingen om hun huis te verlaten, zoals oorlog of ander geweld.
Naar schatting waren er in 2006 wereldwijd 24,5 miljoen IDP’s in 52 landen. Afrika is het continent met de meeste ontheemden; 11,8 miljoen verspreid over 21 landen.

## Achtergrond
Anders dan bij vluchtelingen bestaat er geen officiële, internationale definitie voor een interne verdrevene. Het rapport Guiding Principles on Internal Displacement van de Verenigde Naties hanteert de omschrijving “persoon of personen die zijn gedwongen of zich genoodzaakt zien om hun huis of leefomgeving te verlaten, met name als gevolg van of om te ontkomen aan de gevolgen van gewapende conflicten, geweldssituaties, schendingen van mensenrechten of natuurlijke of door mensen veroorzaakte rampen, en die niet een internationaal erkende staatsgrens zijn overgestoken”.
Het is erg lastig om accurate gegevens over ontheemden te verkrijgen, vooral omdat hun aantal constant verandert. Zo kunnen zij vaak sneller dan vluchtelingen weer huiswaarts keren. In 2010 verbleef naar schatting 50% van de wereldwijde interne verdrevenen in stedelijke gebieden, met veel van hen in de gelegenheid om ooit weer naar huis te kunnen. De grootste groepen interne verdrevenen zijn te vinden in Colombia, Irak, Soedan, Congo-Kinshasa, en Azerbeidzjan.

## Hulpverlening
Hulpverlening aan, en bescherming van, interne verdrevenen is volgens internationale wetten in de handen van regionale overheden. Dit blijkt in praktijk echter vaak problematisch, vooral als de interne verdrevenen in hun huidige situatie verzeild zijn geraakt als gevolg van oorlog, geweld of situaties waarbij de autoriteit van een land in twijfel kan worden getrokken. Naar schatting hebben 5 miljoen interne verdrevenen in 11 landen geen significante humanitaire hulp van hun eigen overheid.
Anders dan bij vluchtelingen is er ook geen internationaal erkende humanitaire instelling die zich inzet voor bescherming en hulp aan interne verdrevenen. Ook is er geen internationaal verdrag dat specifiek slaat op interne verdrevenen, terwijl dergelijke verdragen wel bestaan voor vluchtelingen. Vaak zijn het vluchtelingenorganisaties die van tijd tot tijd nog wel in de bres springen voor interne verdrevenen. Wel is er het Internal Displacement Monitoring Centre (IDMC), welke zich onder andere bezighoudt met het in kaart brengen van de aantallen interne verdrevenen per land.
In 1992 stelde VN-secretaris generaal Boutros-Ghali Francis Deng aan als vertegenwoordiger voor interne verdrevenen. In 1994 stelde de VN op zijn advies de Guiding Principles on Internal Displacement op. Dit zijn echter niet-bindende richtlijnen.